# Korju sameby
Korju sameby är en koncessionssameby huvudsakligen belägen i Övertorneå kommun i Norrbottens län samt till en mindre del i Pajala kommun. Byns område omfattar 2 370 km2. Namnet är en förkortning av Korpilombolo och Juoksengi sameby.
Liksom i andra svenska samebyar utövas renskötseln av samer, men speciellt för koncessionssamebyar är att icke-samer kan vara ägare till en del av renarna, s.k. skötesrenar. Den renskötsel som bedrivs i koncessionssamebyarna är skogsrenskötsel, vilket innebär att renarna hålls i skogslandet året om.

## Historia
När koncessionssamebyarna inrättades genom ett beslut 1933 hörde merparten av Korju samebys område till Övertorneå lappby, som bestod av fyra koncessionsområden: Juoksengi, Puostijärvi, Pirttiniemi och Pirttijärvi. Korju sameby består av de tre förstnämnda områdena, medan det sistnämnda blivit Pirttijärvi sameby. I slutet av 1940-talet fanns inom Juoksengiområdet en renskötarfamilj bosatt på en hyrd gård i Juoksengi. Det fanns totalt 997 renar i området, varav 47 egna och 950 skötesrenar fördelade på 116 ägare. Inom Puostijärviområdet fanns en renskötarfamilj bosatt på en egen gård Puostijärven Ylipää. Det totala antalet renar var 172, varav 30 egna fördelade på tre ägare och 142 skötesrenar fördelade på 25 ägare. Inom Pirttiniemiområdet fanns en renskötarfamilj bosatt på en gård en kilometer norr om Pirttiniemi. Det totala antalet renar var 217, varav 25 egna fördelade på fem ägare och 192 skötesrenar fördelade på 46 ägare. Renskötseln kombinerades med gårdsbruk.